# Middle (eiland)

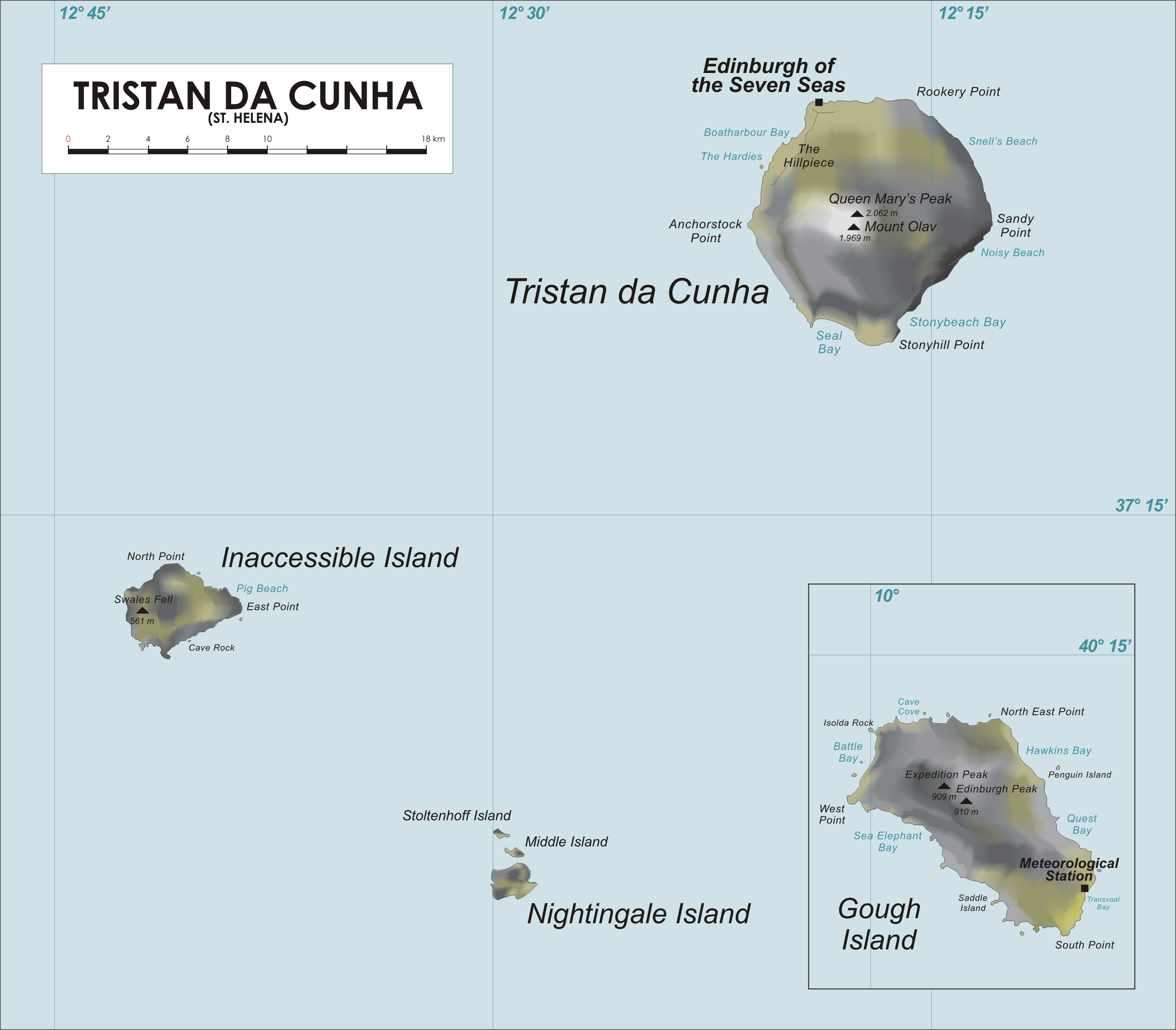
In het zuiden op de kaart is Middle te zien

Middle is een klein eiland in het zuiden van de Atlantische Oceaan, deel uitmakend van de Nightingale-eilanden. Deze behoren bestuurlijk tot de archipel Tristan da Cunha, een eilandengroep die behoort tot het Britse eiland Sint-Helena. Het eiland is onbewoond en omvat 0,1 km².